# Пєщанка (Архангельська область)
Пєщанка (рос. Песчанка) — присілок в Котлаському районі Архангельської області Російської Федерації.
Населення становить 57 осіб. Входить до складу муніципального утворення Котласький муніципальний округ.

## Історія
До 2022 року входило до складу муніципального утворення Черемуське поселення.

## Населення
| 2002 | 2010 | 2012 |
| ---- | ---- | ---- |
| 50   | ↘45  | ↗57  |